# Artie P. Hatzes
 (juin 2025).
Artie P. Hatzes, né le 24 mai 1957, est un astronome américain. Il est professeur à la Friedrich Schiller University of Jena et directeur de l'observatoire Karl-Schwarzschild (observatoire de l'État de Thuringe).
Hatzes est un pionnier dans la recherche d'exoplanètes et il travaille sur la mission spatiale CoRoT. Ses succès incluent les découvertes des planètes Pollux b, Epsilon Eridani b et HD 13189 b.